# Бага-Тугтун
Бага-Тугтун (калм. Баһа Тугтун) — село в Яшалтинском районе Калмыкии, административный центр Багатугтунского сельского муниципального образования.
Население — 614 человек (2012)

## Название
Название села восходит к названию калмыцкого рода "бага-тугтуны". Возникновение хотона Бага-Тугтун связано с разделением тугтунов Большедербетовского улуса на 3 аймака (аймачные группы) в 1871 году: 1-й Ики-Тугтун (сейчас - село Пушкинское), 2-й Ики-Тугтун (сейчас - хутор Ахнуд) и Бага-Тугтун. К началу 20-го столетия разделились и кочевья Бага-Тугтунов. 

## История
Согласно Списку населённых мест Ставропольской губернии в 1909 году правление 1-го Багатугтунова рода располагалось в урочище Аргакин при балке Эмчин-Сала. В селении имелось 102 дворов, проживало 319 душ мужского и 242 женского пола. В хотоне имелись школа, две церкви (буддийских храма), 2 торговых и 1 промышленное предприятие, хлебозапасный магазин, 2 пожарных обоза, 1 пруд
В 1912 году в ставке Бага-Тугтуновского аймака в честь 300-летия Дома Романовых был построен великолепный буддийский храм-хурул. Храм проектировали англичане, у него был мощный фундамент, двухметровый цоколь. Окна из разноцветного стекла, зал вмещал 300 человек. У храма проводились все народные праздники, борьба, скачки. Хурул был разрушен в 1933 году.
В период коллективизации был организован колхоз имени Кирова. Под данным названием село обозначено на карте Сталинградской области и Калмыцкой АССР 1939 года, однако на карте РККА 1940 года село указано под названием Багатугтун.
Летом 1942 года Бага-Тугтун, как и другие населённые пункты района, был кратковременно оккупирован (освобождено в январе 1943 года). 28 декабря 1943 года калмыцкое население было депортировано. Село, как и другие населённые пункты Яшалтинского улуса Калмыцкой АССР, было передано в состав Ростовской области (возвращён Калмыкии в 1957 году). В августе 1949 года переименован в село Камыши. 
Калмыцкое население стало возвращаться после отмены ограничений по передвижению в 1956 году. Село возвращено вновь образованной Калмыцкой автономной области в 1957 году. Название Бага-Тугтун возвращено не позднее 1964 года.
В конце восьмидесятых годов местное хозяйство - колхоз им. Кирова имел 28000 гектаров земли, в том числе 13500 гектаров пашни. На животноводческих фермах находилось 4500 голов крупного скота, 29000 овец, 3000 свиней и 400 голов лошадей. Средняя урожайность (1985-1988 гг.) составляла 19,5 центнеров зерновых с гектара, подсолнечника - 9,9. К 1989 году население села достигло порядка 960 человек.Однако в девяностых годах, одно из крупнейших хозяйств Приманычья стало приходить в упадок.

## Физико-географическая характеристика
Село расположено на северо-западе Яшалтинского района, в пределах Кумо-Манычской впадины, в 9 км к югу от Пролетарского водохранилища, на высоте 27 м над уровнем моря.  Рельеф местности равнинный. В 2 км к югу расположено урочище Лиман Улюнь (озеро Улюнь расположено в 2,8 км к юго-востоку от села), в 2,8 км к юго-западу урочище Лиман Хар-Нохан-Хотхр, в 3 км к востоку урочище Лиман Хулсун. В границах села имеется пруд.
По автомобильной дороге расстояние до столицы Калмыкии города Элиста составляет 230 км, до районного центра села Яшалта - 17 км. Ближайший населённый пункт посёлок Эркетен расположен в 8 км к югу от Бага-Тугтуна. К посёлку имеется подъезд (1,4 км) от автодороги местного значения Красный Маныч - Яшалта.
Согласно классификации климатов Кёппена-Гейгера посёлок находится в зоне континентального климата с относительно холодной зимой и жарким летом (индекс Dfa). Среднегодовая температура положительная и составляет + 10,1 С, средняя температура самого холодного месяца января -4,0 С, самого жаркого месяца июля +24,1 С. Среднегодовая норма осадков - 438 мм, наибольшее количество осадков выпадает в июне - 50 мм, наименьшее в марте - по 27 мм. В окрестностях села распространены тёмно-каштановые почвы солонцеватые и солончаковые почвы
Часовой пояс
Бага-Тугтун, как и вся Республика Калмыкия, находится в часовой зоне МСК (московское время). Смещение применяемого времени относительно UTC составляет +3:00. Время в посёлке соответствует астрономическому времени: истинный полдень - 12:06:17 по местному времени

## Население
Динамика численности населения
| 1909 |
| ---- |
| 561  |

| 2002 | 2010 | 2012 |
| ---- | ---- | ---- |
| 657  | ↘617 | ↘614 |

Национальный состав
Согласно результатам переписи 2002 года большинство населения посёлка составляли русские (59 %) и калмыки (29 %)

## Социальная инфраструктура
В Бага-Тугтуне расположены дом культуры, библиотека, несколько магазинов. Среднее образование жители посёлка получают Бага-Тугтунской средней общеобразовательной школе. Mедицинское обслуживание жителей села обеспечивают фельдшерско-акушерский пункт и Яшалтинская центральная районная больница. Ближайшее отделение скорой медицинской помощи расположено в селе Яшалта.
Село электрифицировано и газифицировано, имеется система централизованного водоснабжения. Водоотведение обеспечивается за счёт использования выгребных ям.

## Достопримечательности
Ступа Просветления. Открыта в 2010 году.